# Avienus
Ne doit pas être confondu avec Avianus.
Avienus ou Aviénus (Rufus Festus Avienus de son nom complet) est un haut fonctionnaire et poète latin du IVe siècle (305 ?-375 ?)[réf. nécessaire]. Il favorisa la conservation et la diffusion des textes et traditions classiques.

## Biographie
On sait peu de choses sur Avienus, il vit au IVe siècle. S'il est bien le Rufus Avienus d'une inscription trouvée à Rome, il est né à Volsinii Novi en Étrurie : « Festus fils d'Aviénus descendant de Musonius, qui a donné un nom à la fontaine de Caesia ; moi, né à Vulsinie, habitant de Rome, honoré deux fois du proconsulat ».

## Œuvres
Il est l'auteur de poèmes scientifiques librement transposés et adaptés de modèles grecs : 
- Aratea Phœnomena et Aratea Prognostica, paraphrases en hexamètres dactyliques comme les modèles, mais avec des dimensions doubles, des Phénomènes et des Pronostics, poèmes d'Aratos de Soles qui versifie au IIIe siècle av. J.-C. les traités de l'astronome Eudoxe de Cnide[2]. Avienus comme traducteur en latin a été précédé par Cicéron dans sa jeunesse et Ovide, transcriptions dont il ne reste que des fragments, et par Germanicus, dont les Phaenomena ont été conservés, ce qui témoigne de l'intérêt des Romains pour cet ouvrage[3]. Selon l'étude de Pierre-Jacques Dehon sur le passage relatif au Capricorne- et à l'hiver, l'adaptation d'Avienus est la plus fidèle au texte grec d'origine, enrichie de quelques notations de son cru[4].
- Descriptio orbis terrae (« tour de la Terre »), traduction latine du poème de Denys le Périégète, en hexamètres dactyliques comme le modèle ;
- les Ora maritima, d'après un modèle grec perdu en sénaires iambiques ou à partir d'une traduction d'écrivains carthaginois. Cet ouvrage décrit les mers intérieures, et le seul fragment qui nous soit parvenu est le Premier Livre, qui  renferme la description des côtes de la Méditerranée depuis les Colonnes d'Hercule jusqu'à Marseille. Les Ora maritima constituent la plus ancienne description conservée de l'Europe occidentale, et évoquent les côtes du sud de la Gaule[5]. Avienus précise dans les premiers vers plusieurs sources, à savoir Scylax de Caryanda, navigateur grec du VIe siècle av. J.-C., Damastès de Sigée et Euctémon, géographe et astronome grecs, ainsi que le navigateur carthaginois Himilcon, tous trois du Ve siècle av. J.-C.[6].
- trois petites pièces en vers : 
  - Ad Flavianus Myrmecius pour lui demander des grenades ;
  - De cantu Sirenum sur le chant des sirènes ;
  - Ad amicos de agro sur les occupations de la campagne.

## Transmission manuscrites et publications
Les textes d'Avienus sont transmis à l'époque moderne par un nombre restreint de manuscrits :
- V, un manuscrit du Xe siècle le Vidobonensis Palat. 107
- A, une copie de celui-ci du XVe siècle, l'Ambrosianus D 52 inf.
- E, un manuscrit transcrit dans l'édition princeps de Venise (1488) et depuis perdu.

L'édition E est longtemps la seule connue, jusqu'à la découverte de V et A au XIXe siècle. Vu leurs nombreuses fautes communes, ces exemplaires dérivent d'un même ancêtre qui est inconnu. Les philologues apportèrent dès le XVIe siècle de nombreuses corrections au texte du manuscrit E, publié sans ponctuation et où le copiste a multiplié les fautes sur les noms propres qu'il ne comprenait pas.
Ses Œuvres ont été publiées à Madrid, par Petrus Melian, 1634, in-4, et insérées dans les Poetae minores, de Johann Christian Wernsdorf
- (la + fr) Avienus (trad. Jean Soubiran), Les Phénomènes d'Aratos, Paris, Les Belles Lettres, 1981, 318 p. (ISBN 2-251-01020-3)
- Amedeo Alessandro Raschieri, L'orbis terrae di Avieno, Acireale-Roma, Bonanno, 2010.
- (la + fr) Avénius (trad. Jean-Baptiste Guillaumin), Les Rivages maritimes, Paris, Les Belles Lettres, 2021, 342 p. (ISBN 9782251014937, lire en ligne)

#### Traduction
Avienus (trad. du latin par MM. E. Despois et Ed. Saviot), Œuvres d'Avienus, C.L.F. Panckoucke, 1843 (lire en ligne).

#### Études
- Luca Antonelli, « Aviénus et les colonnes d'Hercule », Mélanges de la Casa de Velázquez,  Antiquité - Moyen-Age, t. 31-1,‎ 1995, p. 77-83 (lire en ligne).
- Pierre-Jacques Dehon, « Aratos et ses traducteurs latins: de la simple transposition à l'adaptation inventive », Revue belge de philologie et d'histoire _ Antiquité, t. 81, no 1,‎ 2003, p. 93-115 (lire en ligne).
- Jean Soubiran, « Notes critiques aux Aratea d'Aviénus », Pallas,‎ 1977, p. 81-108 (lire en ligne).
- Jean-Baptiste Guillaumin, « Géographie et mémoire dans l’Ora maritima d’Aviénus », La Mémoire en pièces,  Rencontres, n° 436,‎ 2020, p. 319 à 347 (lire en ligne).